# Raczyńscy herbu Nałęcz

Herb Nałęcz

Raczyńscy herbu Nałęcz – polski ród szlachecki, którego wielkopolska linia zaczynająca się na Michale Kazimierzu Raczyńskim, odgrywała znaczącą rolę w historii Wielkopolski a także całej Polski. Według podań Raczyńscy mają się wywodzić od jednego z rycerzy Mieszka I. Począwszy od 1768 siedzibę Raczyńskich stanowił pałac w Rogalinie oraz Obrzycko siedziba ich ordynacji rodowej. Do znanych instytucji założonych przez członków tej rodziny należy Biblioteka Raczyńskich w Poznaniu. Sławna jest również kolekcja dzieł sztuki znajdująca się w rogalińskim pałacu. Znaczna część członków tego rodu została pochowana w mauzoleum Raczyńskich, w dolnej kondygnacji kościoła pw. św. Marcelina w Rogalinie.

## Znani członkowie rodu

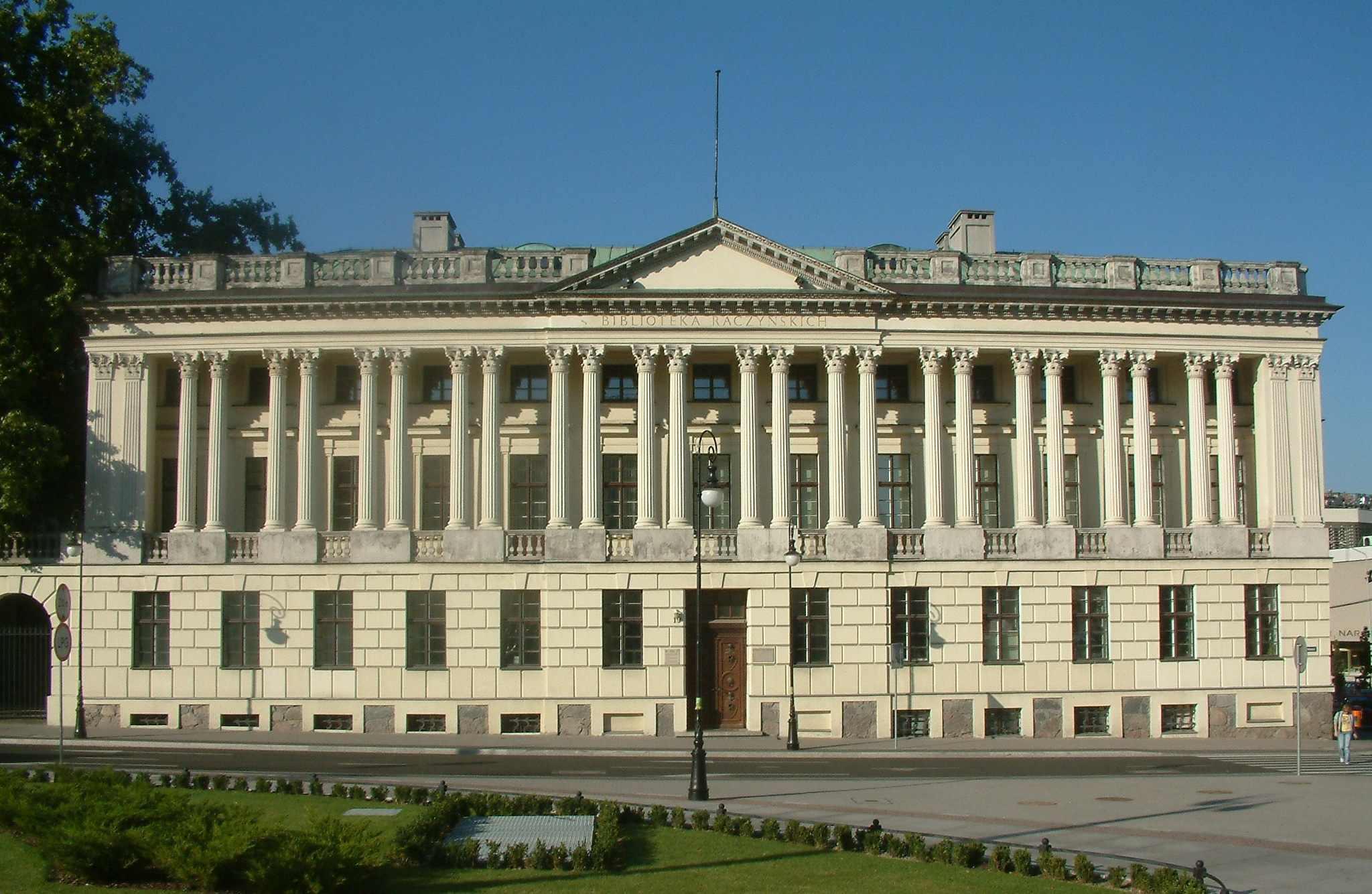
Biblioteka Raczyńskich w Poznaniu

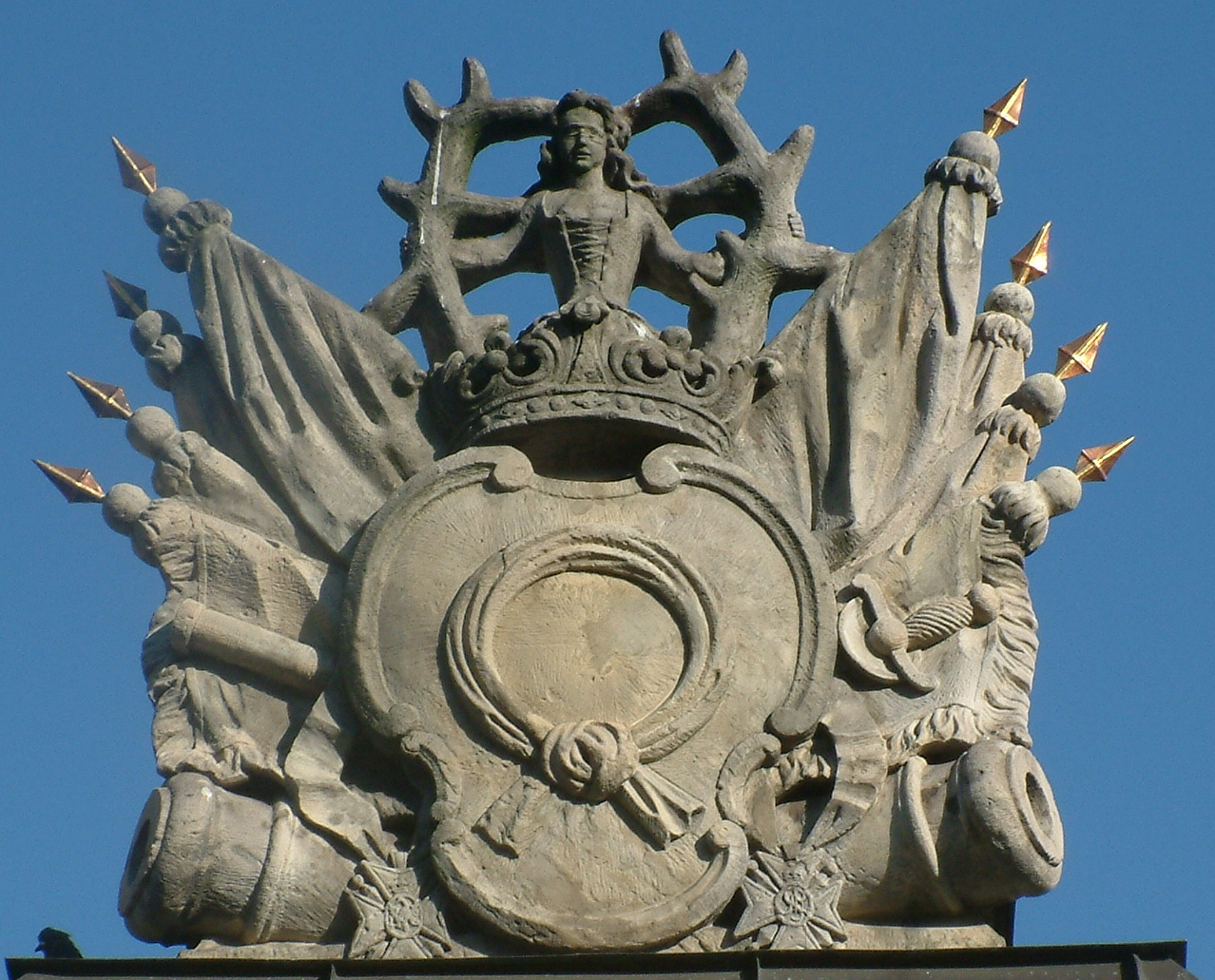
Nałęcz Kazimierza Raczyńskiego na poznańskim odwachu

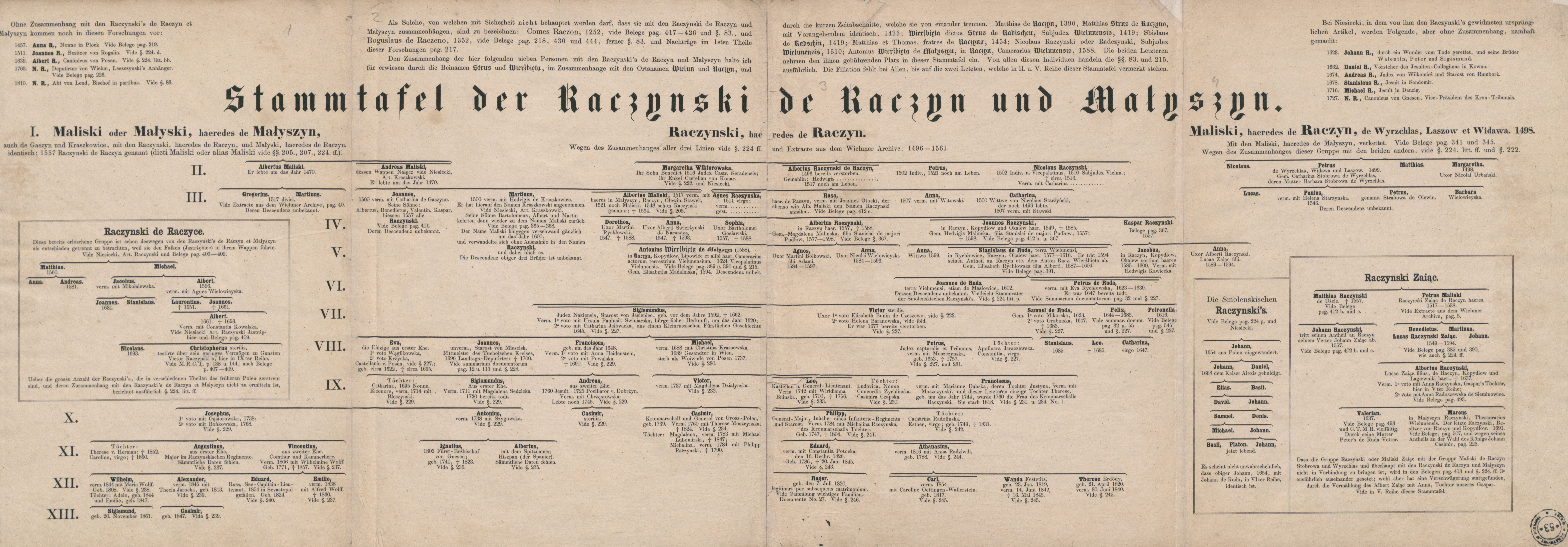
Drzewo genealogiczne Raczyńskich z XIX w. ze zbiorów Archiwum Państwowego w Poznaniu

- Bogusław z Raczyna (wzmianka w 1352)
- Wierzbięta (wzmianka w 1419)
- Maciej Raczyński (wzmianka w 1425)
- Maciej Raczyński (wzmianka w 1454)
- Mikołaj Raczyński (wzmianka w 1503)
- Stanisław z Rudy (ok. 1540 – 1590[1])
- Piotr z Rudy (?–?)
- Zygmunt Raczyński (1592 – 1662/77)
- Michał Kazimierz Raczyński (1650 – 1737)
- Wiktor Raczyński (1698 – 1768)
- Leon Raczyński (1698 – 1755)
- Kazimierz Raczyński (1739-1824) – starosta generalny Wielkopolski i marszałek Rady Nieustającej
- Filip Nereusz Raczyński (1747-1804) – generał major wojsk koronnych
- Atanazy Raczyński (1788-1874) – dyplomata, historyk, kolekcjoner i mecenas sztuki
- Edward Raczyński (1786-1845) – działacz społeczny, pisarz, filantrop
- Roger Maurycy Raczyński (1820-1864) – polityk, publicysta, działacz społeczny
- Edward Aleksander Raczyński (1847-1926) – kolekcjoner dzieł sztuki, twórca galerii Raczyńskich
- Roger Adam Raczyński (1889-1945) – dyplomata, wojewoda poznański
- Karol Roger Raczyński (1878-1946) – pionier automobilizmu
- Edward Bernard Raczyński (1891-1993) – dyplomata, prezydent RP na wychodźstwie

## Siedziby

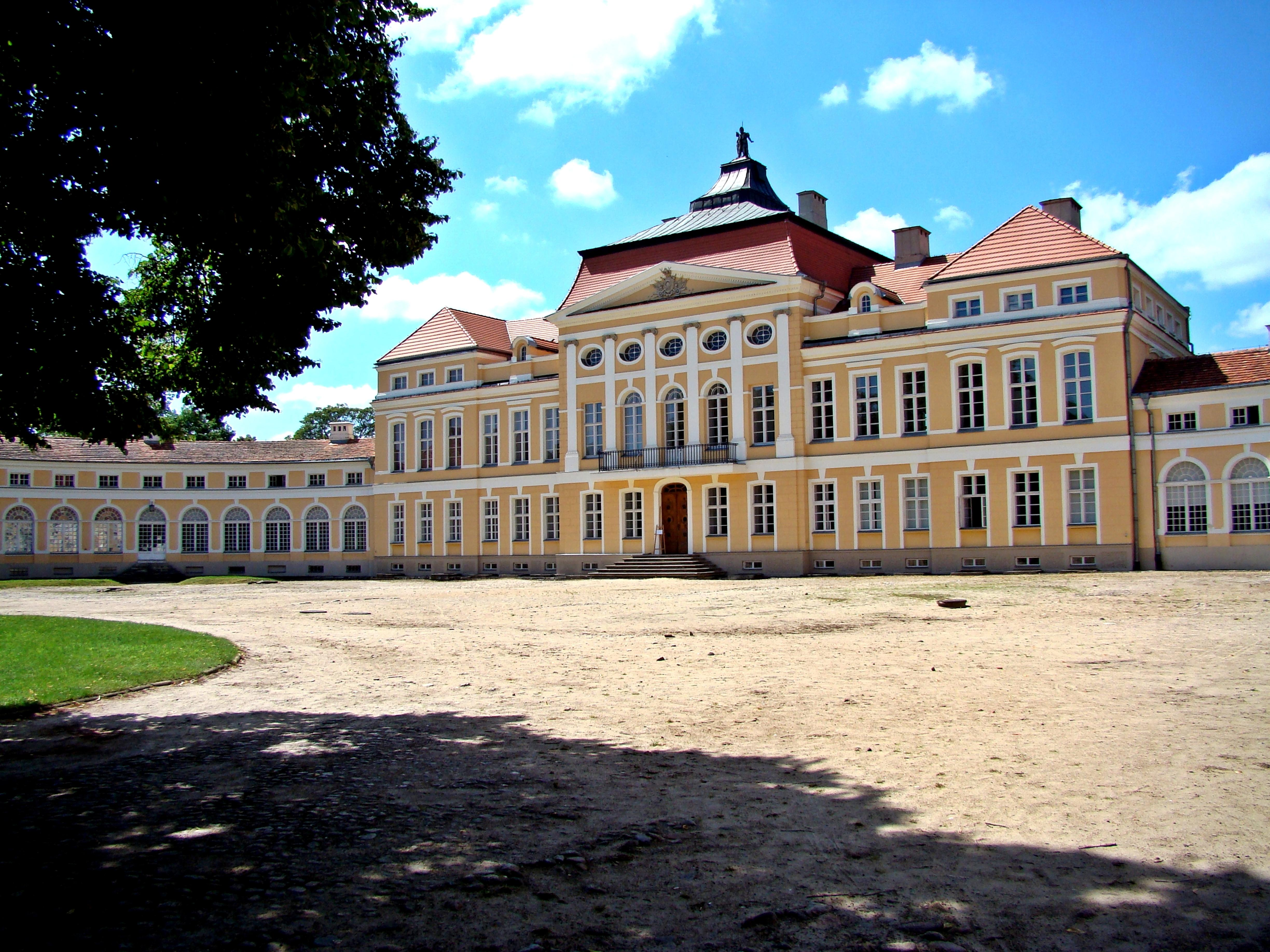
Pałac w Rogalinie
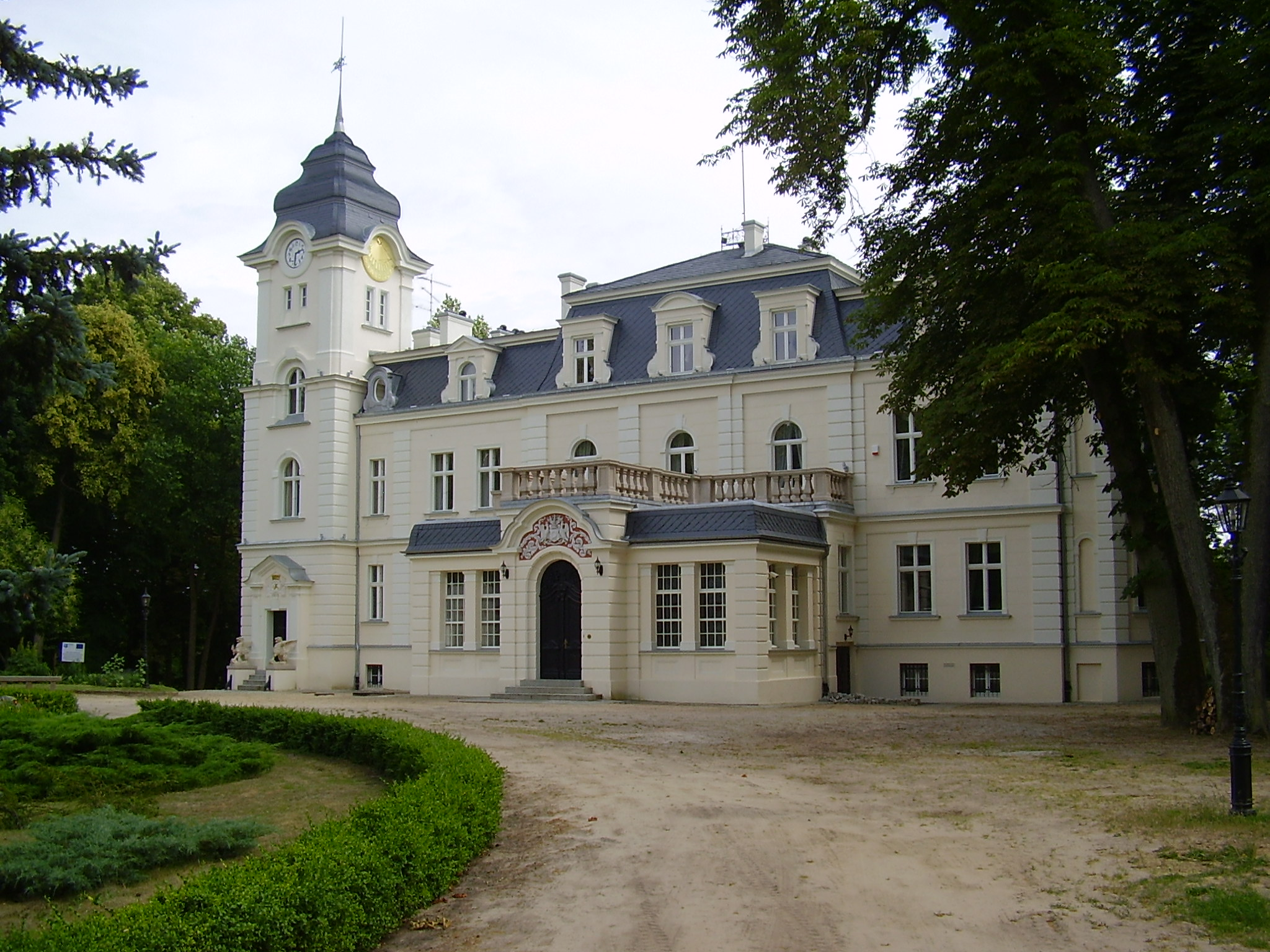
Pałac w Obrzycku (Zielonagóra)
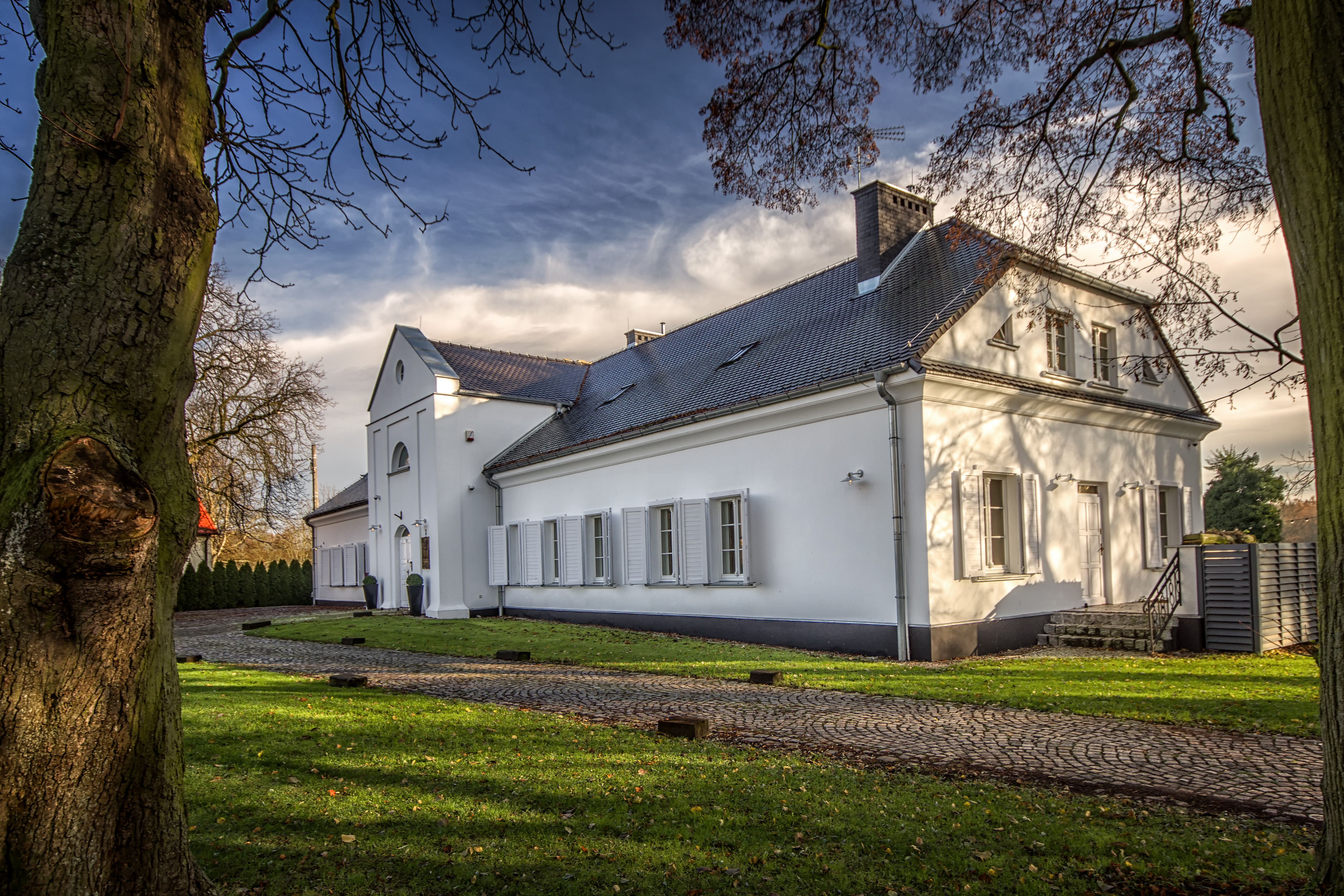
Dwór w Wierzenicy
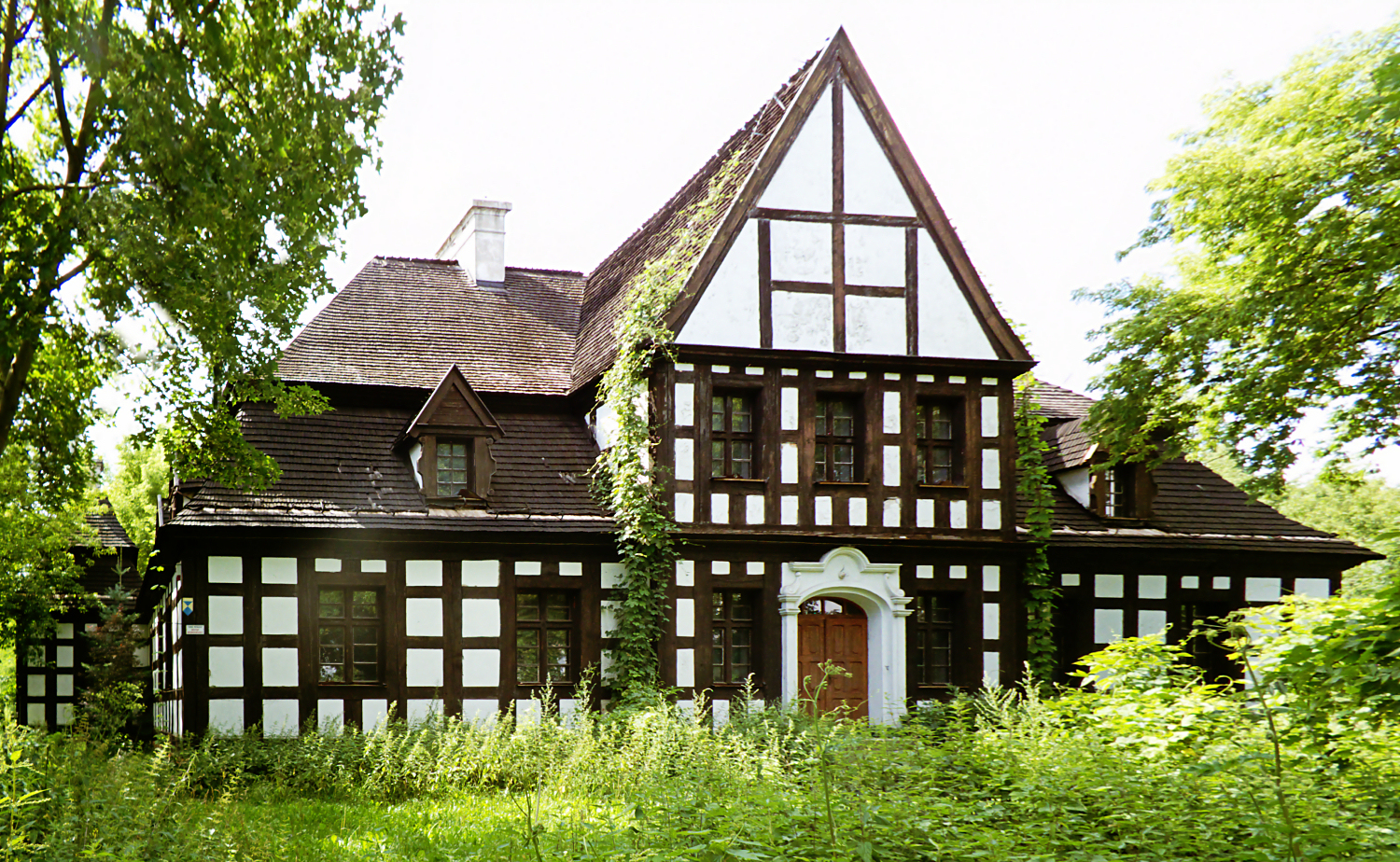
Dwór w Studzieńcu
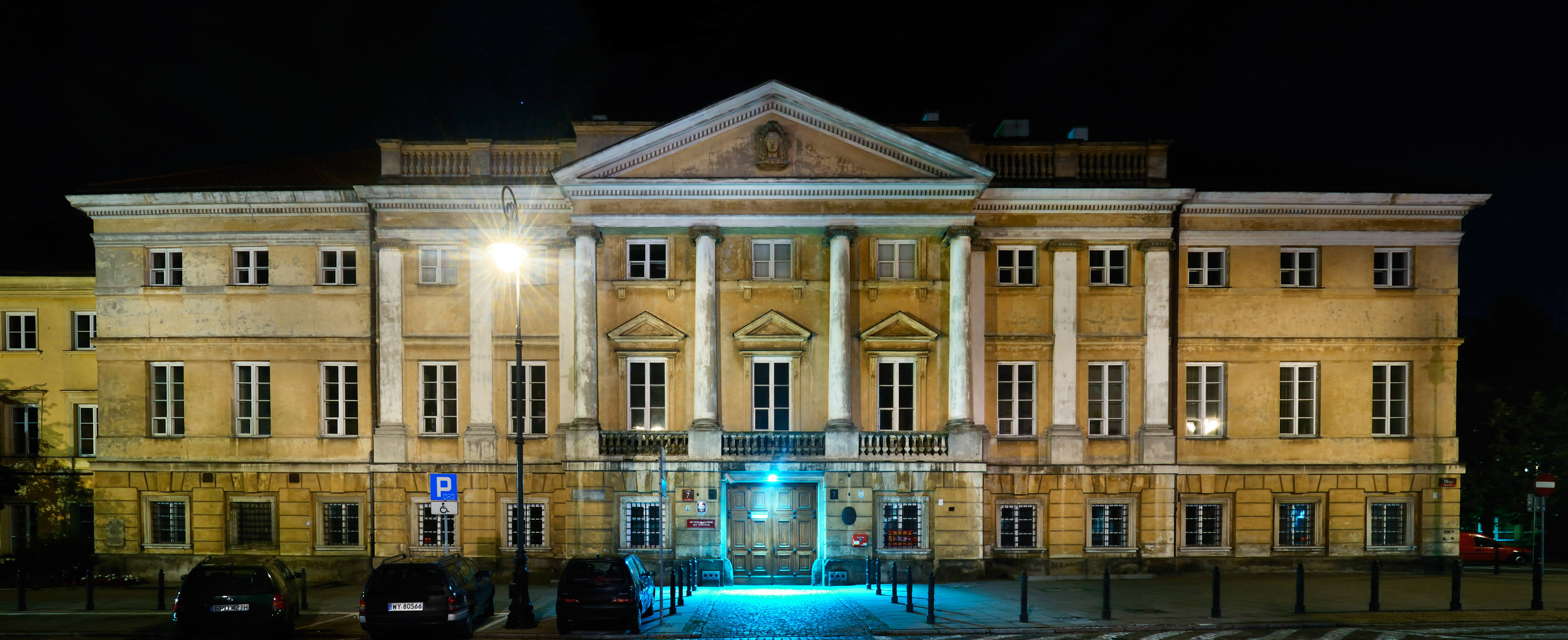
Pałac w Warszawie
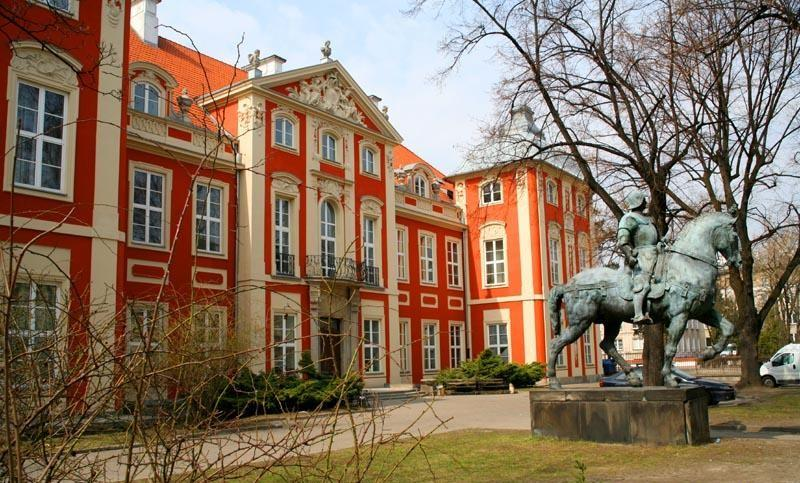
Pałac Czapskich w Warszawie
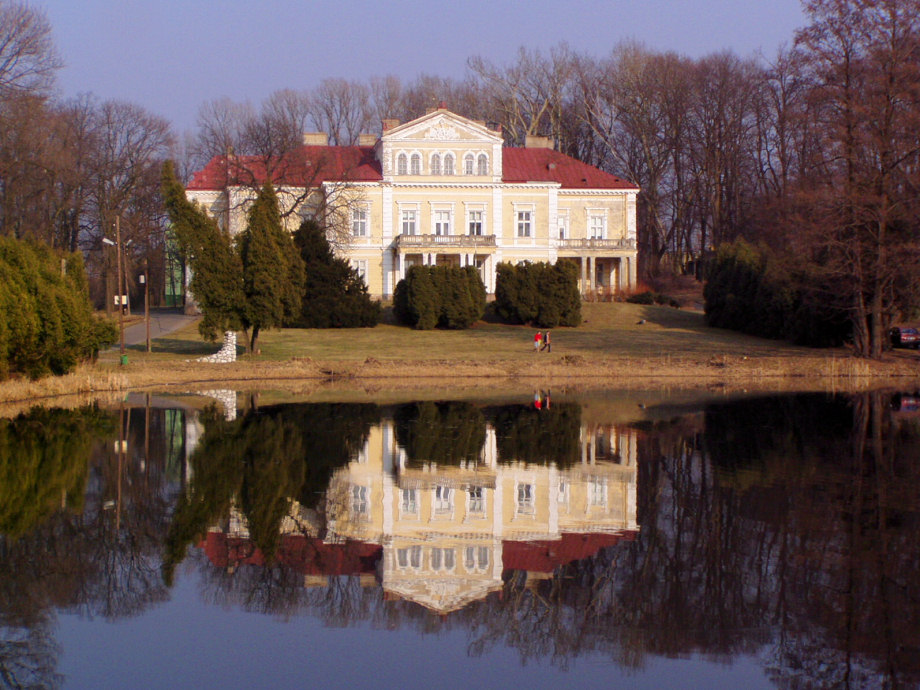
Pałac w Złotym Potoku
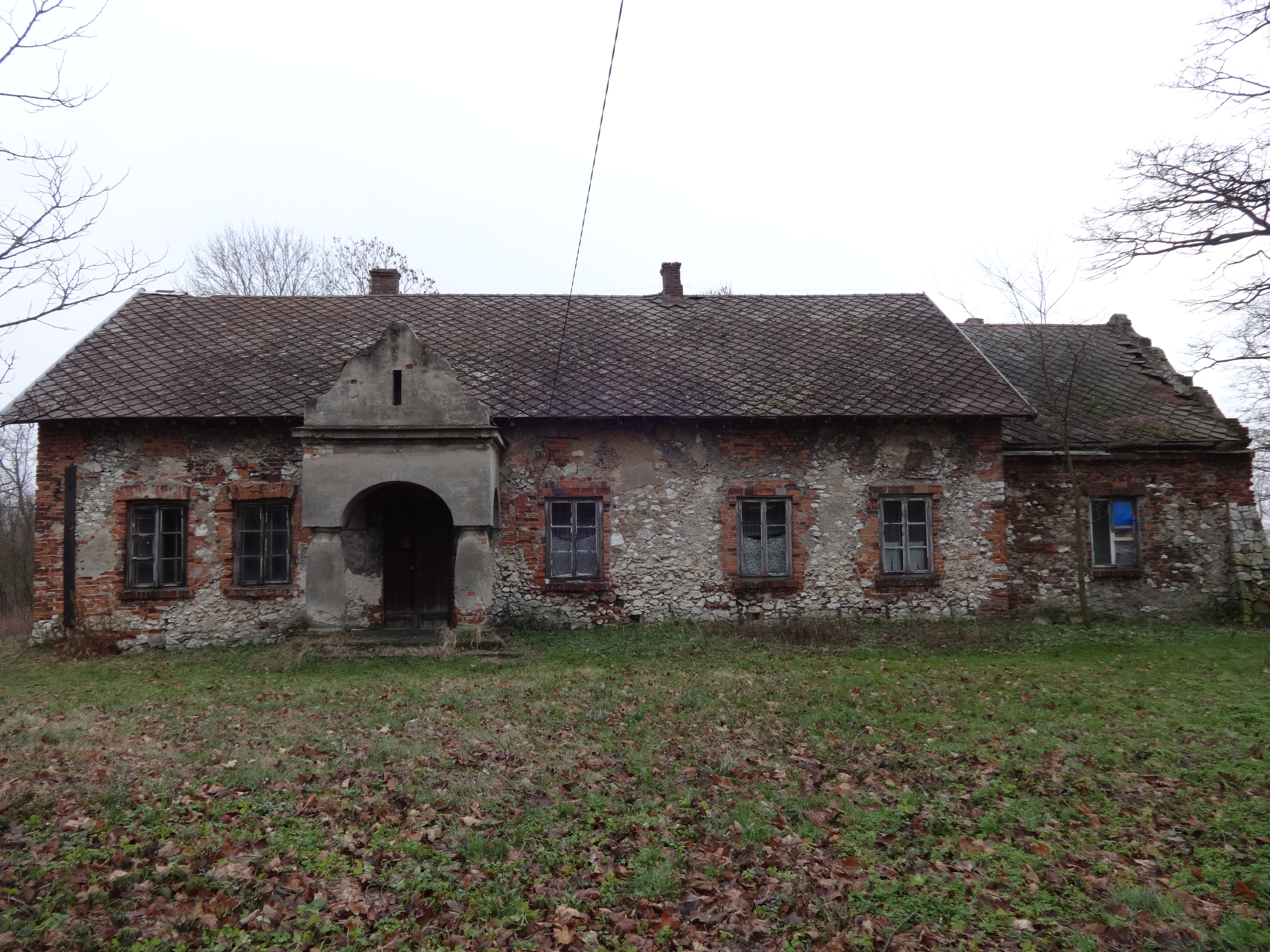
Dwór w Czepurce
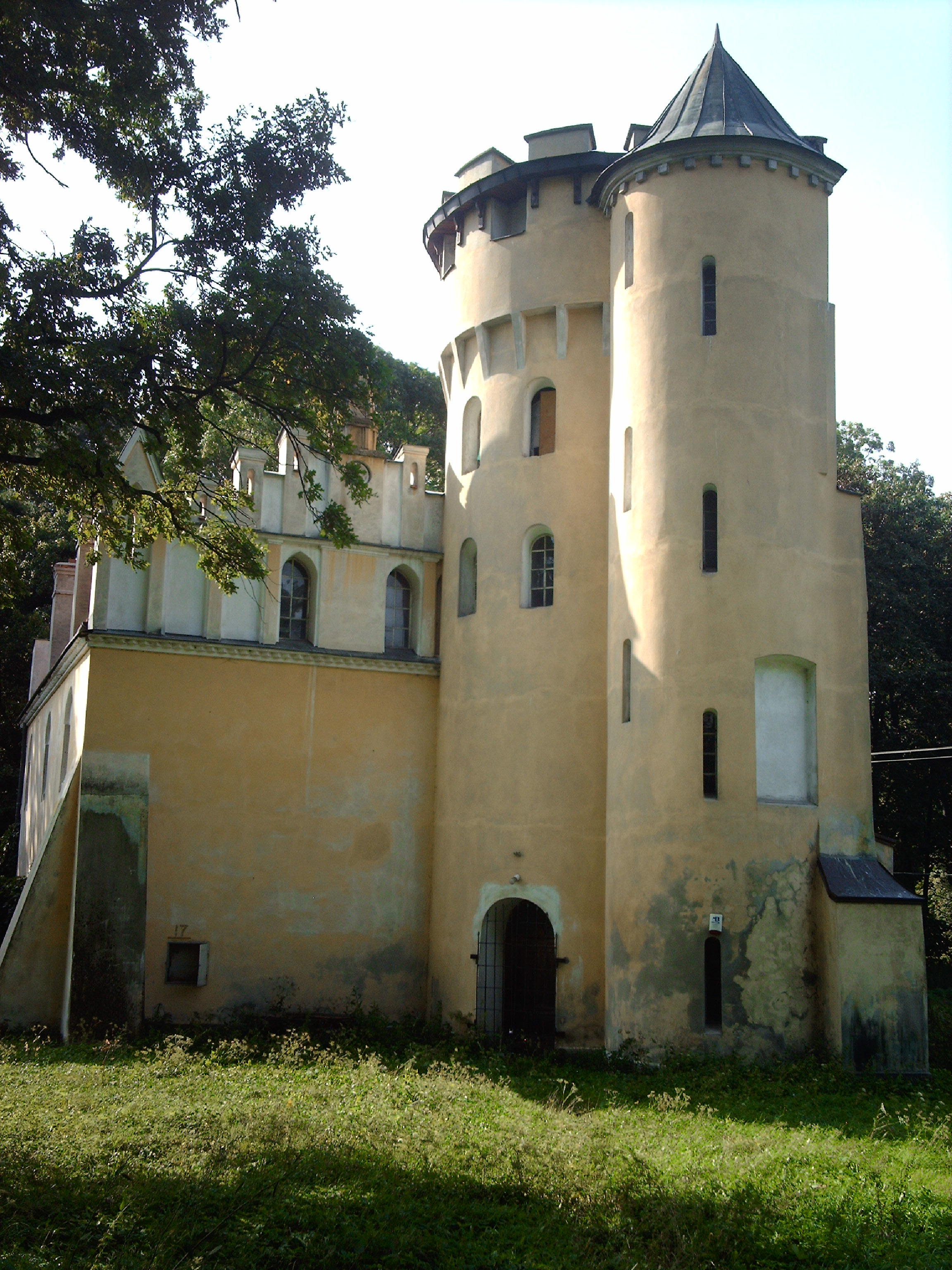
Zamek w Zawadzie
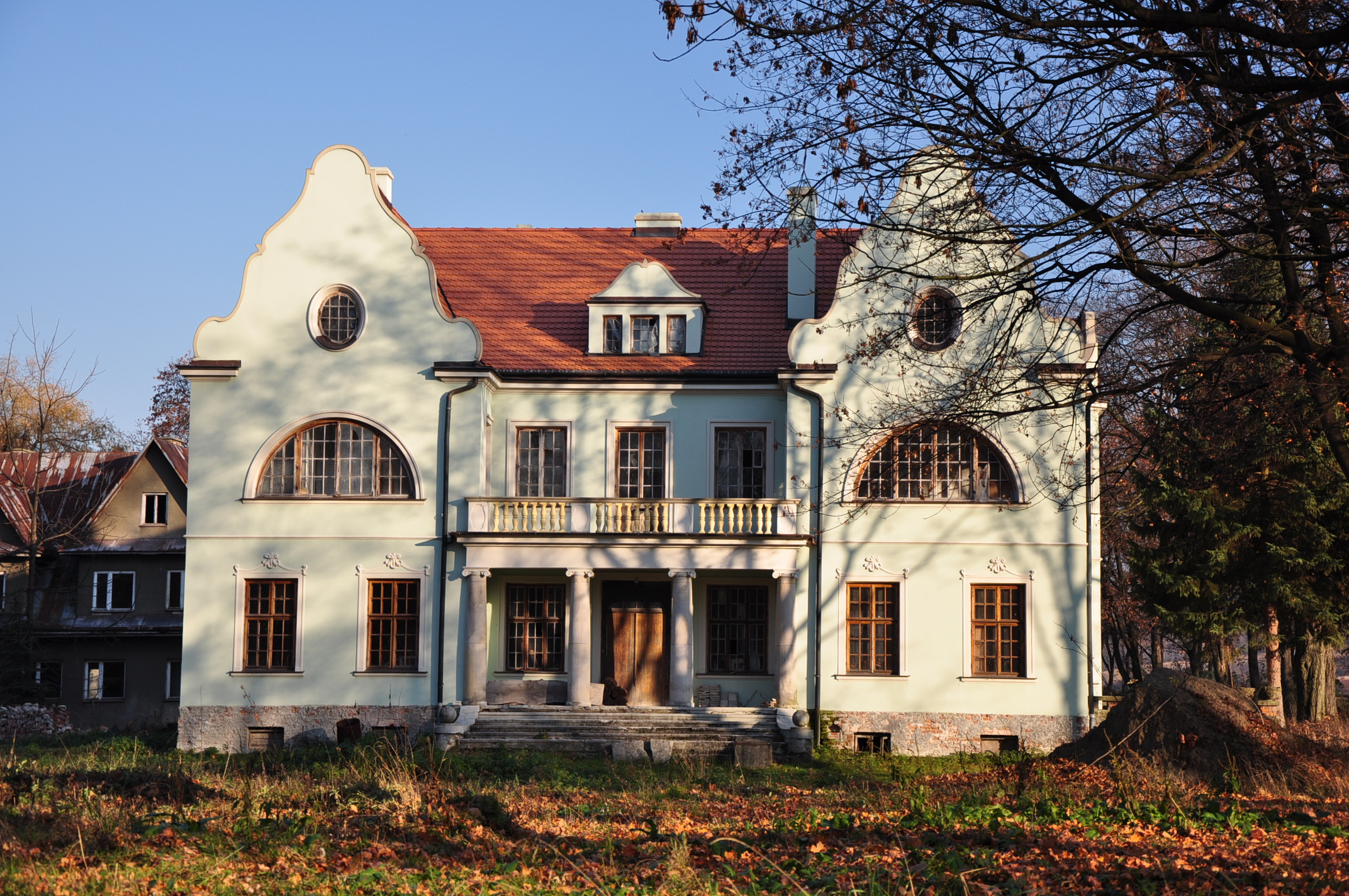
Dwór w Zawadzie
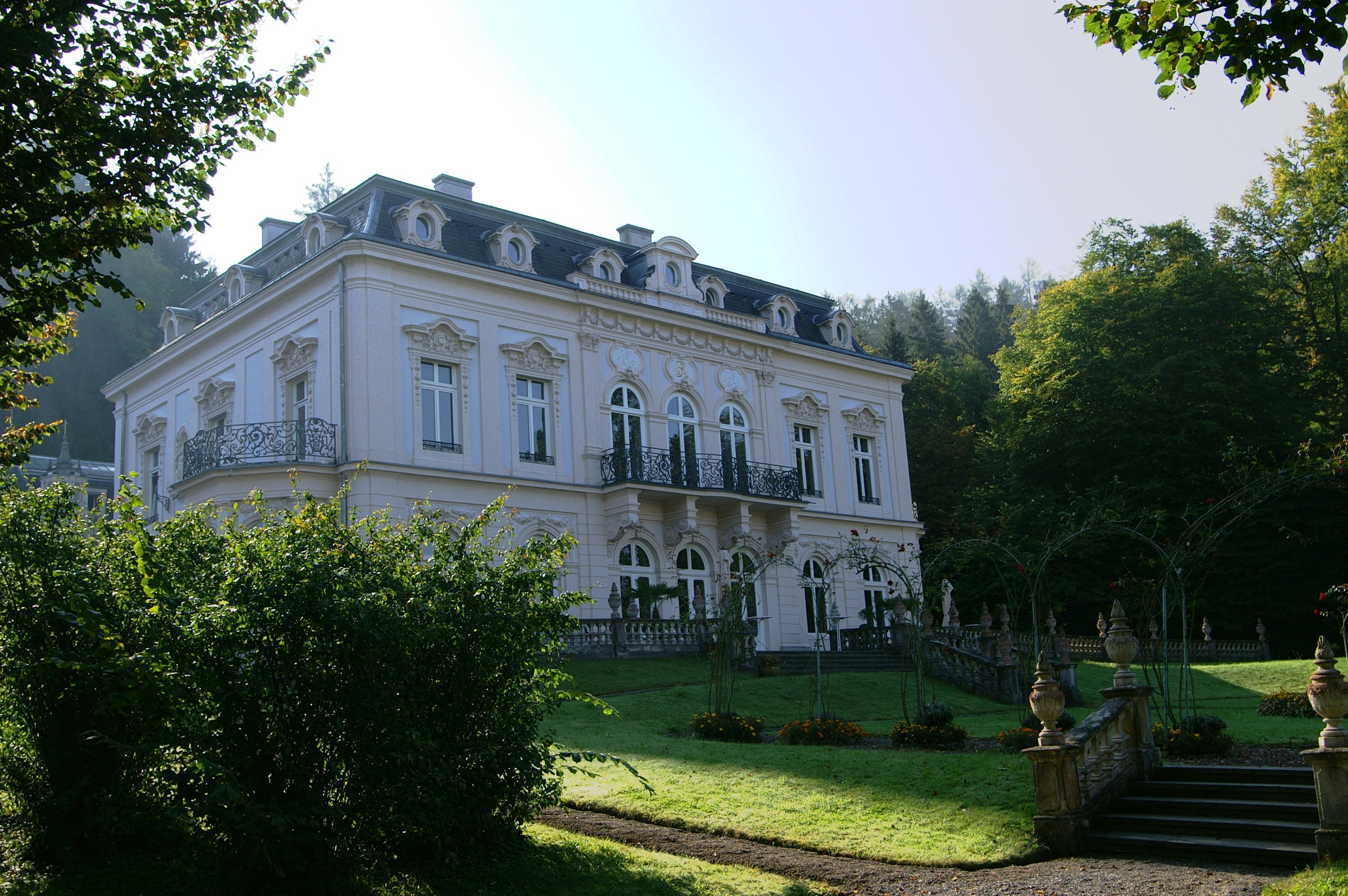
Willa w Bregencji
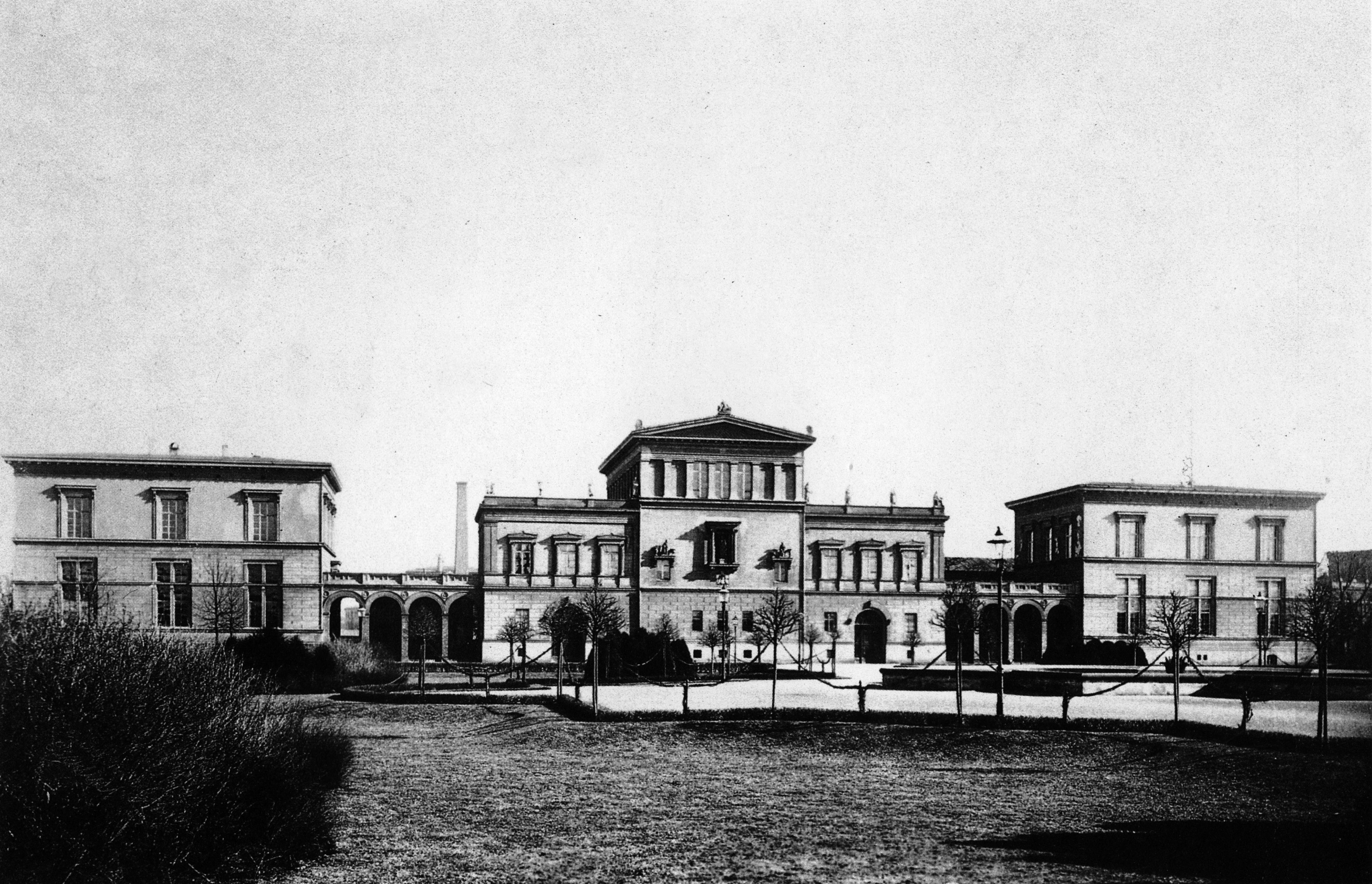
Pałac w Berlinie (nie istnieje)

### Inne posiadłości Raczyńskich
- dwór w Bystrzanowicach
- dwór w Ordzinie
- dwór w Wojnowie
- dwór w Żurawiu

## Upamiętnienie
Z okazji 200-lecia kościoła z mauzoleum Raczyńskich w Rogalinie, utworzono w 2021 roku sieć przyrodniczych szlaków pielgrzymkowo-turystycznych Rogalińskie Drogi. Ich celem jest propagowanie modlitwy do Ducha Świętego, ale także szacunku dla przyrody i historii (m.in. zasług członków rodu Raczyńskich), aktywności fizycznej na świeżym powietrzu, ekologii integralnej papieża Franciszka (przedstawionej w jego encyklice Laudato si') oraz ochrona Rogalińskiego Parku Krajobrazowego i Rogalina jako pomnika historii. Rogalińskie Drogi są dobrym przykładem ekoturystyki.